# Grafenmatt
Die Grafenmatt (gelegentlich auch, das berghafte betonend, der Grafenmatt)  ist ein bis 1376,5 m ü. NHN hohes, flach gewölbtes Plateau im Südschwarzwald in Baden-Württemberg. Die Grafenmatt liegt zwischen den beiden höchsten Bergen des Schwarzwalds, dem Feldberg (1494,2 m) im Norden und dem Herzogenhorn (1415,6 m) im Süden. Sie ist über den nördlich gelegenen Feldbergpass erschlossen und weist eine außergewöhnliche Konzentration von Skisporteinrichtungen auf. Der Gipfelpunkt liegt auf dem Gebiet der Gemeinde Feldberg im Schwarzwald im Landkreis Breisgau-Hochschwarzwald, am Hochplateau hat auch das Gebiet der Stadt Todtnau im Landkreis Lörrach Anteil, zu der auch der Nordwestabfall zum Wiesental gehört, während der Südostabfall auf dem Gebiet der Stadt St. Blasien im Landkreis Waldshut liegt.

## Lage und Charakteristik
Obwohl die Grafenmatt der fünfthöchste Berg des Schwarzwaldes ist, wirkt sie zwischen den genannten weit höheren Nachbarbergen unscheinbar. Zum Feldbergpass im Norden fällt der Berg um 145 Meter ab und zum Herzogenhorn hin um 56 Meter. Nach Westen aber, zum Fahler Loch im Wiesental hin, fällt die Bergflanke bei den Ausläufern Ahornbühl und Schläglebachkopf um bis zu 500 Meter ab. Während jedoch das Gefälle dorthin nur allmählich steiler wird, bricht das Plateau nach Osten hin jäh zum Kriegsbach-Kar und zum Krunkelbachtal ab.
Auf der Grafenmatt berühren sich die Quellgebiete der bedeutenden Schwarzwaldflüsse Wiese und Alb. Nachdem sich ihre Quellfließe aus zahlreichen kleinen Tälern und Wannen der Hochfläche gesammelt haben, stürzen die noch kleinen Flüsse über Wasserfälle in die tiefen Trogtäler ihrer Oberläufe hinab; der kleinen Kaskadenschlucht der Wiese folgt westwärts der Hebel-Wanderweg, und im Maria-Loch stürzt die Menzenschwander Alb über schwer zugängliche Stufen hinab.

## Gesteine
Aufgebaut ist der Berg aus Gneisen, die im frühen Erdaltertum (vor rund 500 Mio. Jahren) entstanden waren und im Karbon (vor rund 350 Mio. Jahren) im Zuge der Variszischen Gebirgsbildung wieder aufgeschmolzen und zu anatektischen Gneisen umkristallisiert worden sind. In einem meist um 300 Meter breiten Streifen vom Feldbergpass über den Gipfelpunkt der Grafenmatt nach Südwesten stehen Migmatite mit Paragneisresten an, wo dies nur teilweise geschehen ist. In der gleichen Richtung durchziehen Amphibolite und Granitporphyre als Ganggesteine den Gipfelbereich.
Das unruhige Kleinrelief geht nicht nur auf die Gesteinsvielfalt zurück, sondern auch auf die Vergletscherungen des Schwarzwaldes während der pleistozänen Kaltzeiten, bei deren Maximalständen die Grafenmatt teilweise von Eis in Richtung des Wiesentals überströmt worden ist. Der Kartenviewer des  Landesamtes für Geologie, Rohstoffe und Bergbau (LGRB) weist im Bereich der Grafenmatt 10 Senken aus, die mit Niedermoor- oder Hochmoor-Torfen erfüllt sind.

## Vegetation

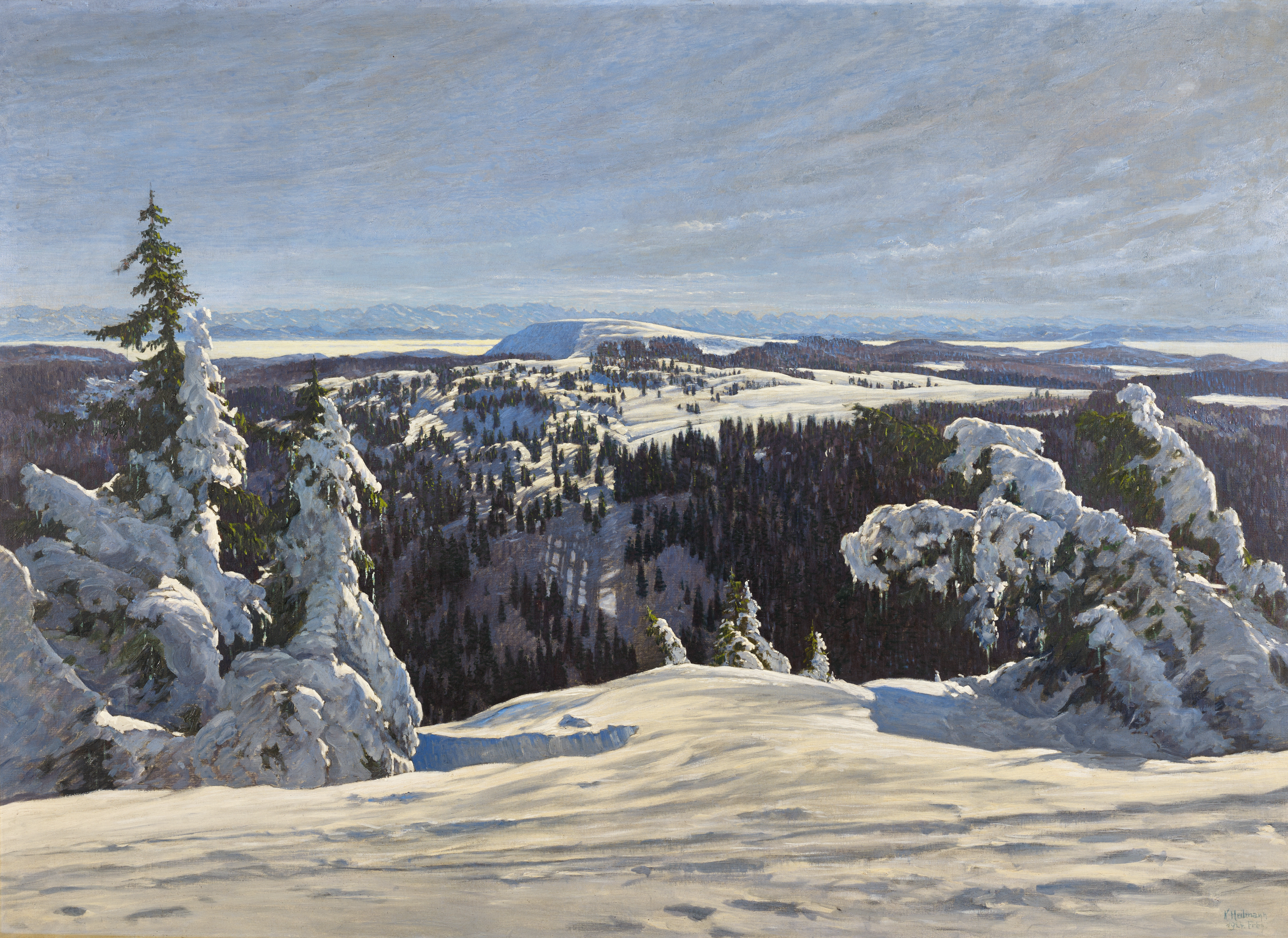
Die Grafenmatt vom Seebuck aus, dahinter das Herzogenhorn (Gemälde von Karl J. W. Heilmann, 1924)

Das Wald- und Vegetationsmosaik der Grafenmatt ist durch die Forstwirtschaft und Eingriffe für den Skisport teilweise stark verändert worden. Die Fichtenbestände des mäßig steilen Nordosthangs sind von zahlreichen Schneisen für Skipisten durchzogen worden. In ehemaligen Abfahrten ist Sukzession auch durch Laubgehölze zu beobachten. Naturnahe Fichtenwälder sind auf feuchte Senken beschränkt. Die großflächigen Weidflächen werden mit Wanderschafherden beweidet. Die 1950 abgebrannte Brandenberger Viehhütte war Stützpunkt der Jungviehweide auf der Grafenmatt. Auf den Weidflächen dominieren Borstgrasrasen und Heidelbeer-Zwergstrauchheiden. Die Kleinstmoore in den Senken sind gestört durch ehemaligen Torfabbau, regenerieren sich aber.

## Naturschutz, Tourismus und Sport
Die Grafenmatt ist eines der medial präsentesten Konfliktgebiete zwischen Skisport und Naturschutz im Schwarzwald. Der Berg gehört zu großen Teilen zum Naturschutzgebiet Feldberg, aus dem die intensiv für den Skisport genutzten nördlichen Hänge jedoch als Landschaftsschutzgebiet ausgespart sind. Über die flache Kuppe verteilt sind 10 Sessel- oder Schlepplifte und noch mehr Abfahrten und Skihänge. Wegen der mit der aktuellen (2024) Klimaerwärmung einhergehenden geringeren Schneesicherheit der Tallagen sind leistungsfähigere Anlagen in den Hochlagen und der Abbau der allzu tief liegenden in Planung.
In den Jahren 1983, 1987 und 2000 fanden auf der FIS-Strecke am Ahornbühl Riesenslalom- bzw. Slalomrennen des Alpinen Skiweltcups der Herren statt. Der Riesenslalom 1985 musste wegen Dauerregens abgesagt werden.
Die Grafenmatt selbst ist kein Wanderziel, nicht zuletzt wegen der Dominanz der skisportlichen Infrastruktur. Über sie verläuft aber der viel begangene Wanderweg vom Feldberg zum Herzogenhorn; er ist Teil des Westwegs. An der Glockenführe, dem Sattel zum Herzogenhorn, liegt das 1965 gegründete Leistungszentrum Herzogenhorn mit Gastronomie, das seit 1988 in den Olympiastützpunkt Freiburg-Schwarzwald eingegliedert ist. Älter sind die Berggasthäuser Emmendinger Hütte (1923, Ski-Club Emmendingen) und Grafenmatt.